# Lü Gong
 (mars 2010).
 (mars 2010).
Si vous disposez d'ouvrages ou d'articles de référence ou si vous connaissez des sites web de qualité traitant du thème abordé ici, merci de compléter l'article en donnant les références utiles à sa vérifiabilité et en les liant à la section « Notes et références ».
Lü Gong (? - janvier 192) était un officier de Liu Biao durant la fin de la dynastie Han.

## Biographie
Il parvint à attirer Sun Jian dans le piège mis en place par Kuai Liang, forçant Sun Jian à se replier à la suite de sa blessure, dont il succombera peu de temps après. Il meurt tué par Cheng Pu venu secourir Sun Jian.